# Ґачас
Ґачас — страва, популярна в центральній і південній Іспанії. Основні інгредієнти страви — це борошно, вода, оливкова олія, часник, паприка та сіль.

## Походження
Походження ґачасу пов'язане з традиційною кухнею жителів Піренейського півострова. Ґачас — це повсякденна страва, що становить значну частину раціону. Консистенція ґачасу різниться: ґачас може бути схожим як на суп, так і на пиріг зі скоринкою. У різних областях Іспанії і в різних родинах страву готують по-різному.
Ґачас вважається «сільською стравою», їжею пастухів і фермерів. Також відомо, що страва була популярною серед кале. Упродовж XX сторіччя ґачас ставав менш популярним: його витісняли рис і картопля. Однак під час громадянської війни в Іспанії страву почали готувати частіше. Ґачас, приготований у той час, називався gachas de los años difíciles (ґачас важких років). Деякі сучасні кухарі вважають, що можна приготувати ґачас так, аби його вважали не «грубою» стравою, а вишуканою.
Ґачас часто подається з соленим або свіжим беконом, печінкою, чорисо, салямі, кров'яною ковбасою.

## Солодкий ґачас
В Андалусії інколи готують gachas dulces (солодкий ґачас), його подають на десерт. Як і у звичайному ґачасі, використовують оливкову олію, борошно та воду, але замість часнику та солі додають цукор. Замість води можуть використовувати молоко. До солодкого ґачасу додають мед, ваніль, апельсинову цедру та корицю. Також можна натрапити на солодкий ґачас із родзинками, мигдалем і сухариками.
Gachas extremeñas — це десерт, популярний в Естремадурі. Він приправлений анісом (Pimpinella anisum). Під час приготування до суміші додають панірувальних сухарів.